# Lichkovská brázda
Lichkovská brázda je údolí a geomorfologický okrsek ležící jižně od Kladského výběžku v okrese Ústí nad Orlicí.

## Geomorfologie
Lichkovská brázda náleží do geomorfologického celku Kladská kotlina a podcelku Králická brázda. Na západě jí svírají svahy Bukovohorské hornatiny a Mladkovské vrchoviny, podcelků Orlických hor, na východě Hanušovické vrchoviny. Severní hranice je stanovena na Česko-polské státní hranici, jižní pak na historické česko-moravské hranici. Zde na ní navazuje sousední okrsek v rámci Králické brázdy - Štítská brázda.

## Vrcholy
Jediným a zároveň nejvyšším vrcholem nacházejícím se v Lichkovské brázdě je vrch Hůrka ležící na jejím jihozápadním okraji u obce Červená Voda s nadmořskou výškou 585 m n. m.

## Vodstvo
Lichkovskou brázdou protéká Tichá Orlice. Severní hranice brázdy kopíruje její rozvodí s Kladskou Nisou, jižní hranice rozvodí s Březnou. Toto rozvodí je zároveň hlavním evropským rozvodím Severního a Černého moře.

## Komunikace
Obvod Lichkovské brázdy je prakticky kopírován silnicí I/43 vedoucí z Červené Vody přes Králíky k polským hranicím a silnicí spojující stejné body vedoucí přes Dolní Boříkovice. Uvnitř trojúhelníku, který tvoří, se žádné významnější komunikace nenacházejí. Po severním a východním okraji brázdy vedou též železniční tratě Ústí nad Orlicí – Międzylesie a Lichkov–Štíty.

## Zástavba
V prostoru Lichkovské brázdy se nachází nebo do ní částečně zasahuje zástavba města Králíky a obcí Dolní Boříkovice, Horní Boříkovice, Dolní Orlice a Dolní Lipka. Zástavba obce Lichkov, která dala brázdě jméno, se nachází západně mimo její obvod.

## Turistické trasy
Lichkovskou brázdou prochází červeně značená turistická značená trasa 0415 spojující Orlické hory a Králický Sněžník.